# 칼렉시코

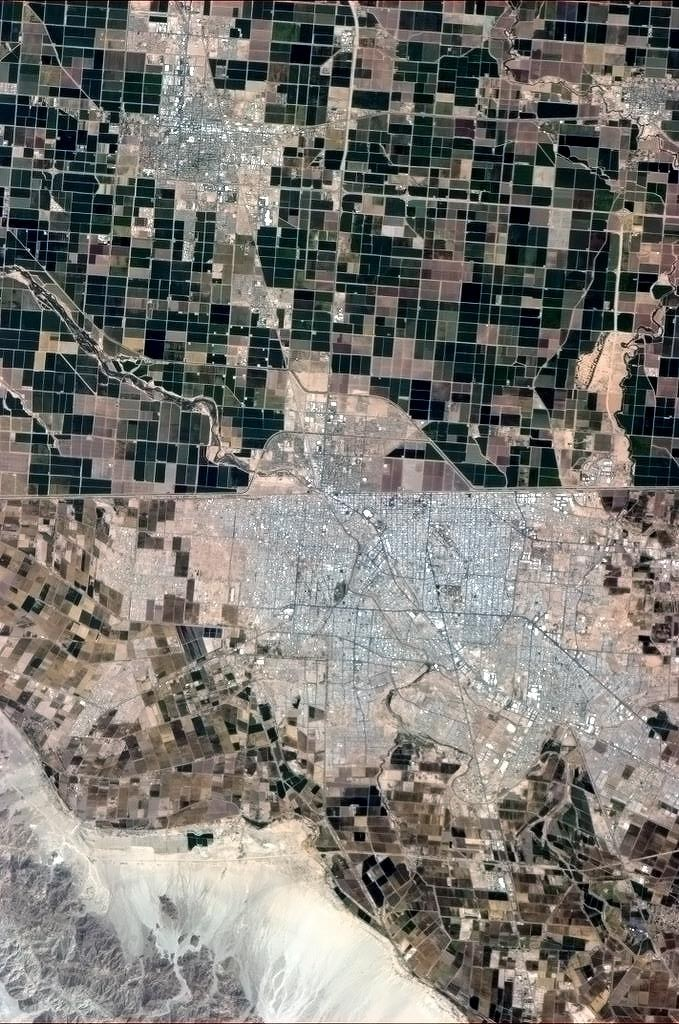
국제우주정거장에서 본 캘렉시코는 멕시코-미국 국경 북쪽에 위치한다.

캘렉시코(Calexico)는 캘리포니아주 남부 임페리얼군에 있는 도시이다. 멕시코-미국 국경에 위치하며, 바하칼리포르니아주의 주도인 훨씬 큰 도시 메히칼리와 경제적으로 연결되어 있다. 샌디에고에서 동쪽으로 약 122 마일 (196 km) 떨어져 있으며, 유마에서 서쪽으로 62 마일 (100 km) 떨어져 있다. 캘렉시코는 임페리얼군에 있는 6개 다른 법인화된 도시와 함께 더 큰 인구 밀집 지역인 임페리얼 밸리의 일부를 이룬다. 18세기에 유럽인들이 처음 탐험한 캘렉시코는 작은 텐트촌으로 시작하여 1908년에 최종적으로 법인화되었다.

## 어원
이 도시의 이름은 캘리포니아주와 멕시코의 혼성어이다. 원래 제안된 이름은 산토 토마스 또는 토마스빌이었다. 메히칼리는 캘렉시코의 국제 국경 바로 건너편에 있는 유사한 이름의 도시로, 그 이름은 "멕시코"와 "캘리포니아"의 혼성어이다.

## 역사
스페인 탐험가 후안 바우티스타 데 안사의 원정대는 스페인 통치 기간인 1775년에서 1776년 사이에 이 지역을 지나갔다. 캘렉시코를 통과하는 길은 캘리포니아주에 의해 역사적인 길로 지정되었다.

### 설립
캘렉시코는 임페리얼 랜드 컴퍼니의 천막 도시로 시작되었다. 1899년에 설립되어 1908년에 법인화되었다. 임페리얼 랜드 컴퍼니는 사막 땅을 연중 농업이 가능한 비옥한 환경으로 바꾸었다. 캘렉시코의 첫 우체국은 1902년에 개설되었다.

### 2010년 지진
2010년 4월 4일, 엘 마요르 지진은 캘렉시코 전역과 국경 건너편 메히칼리에 중간 정도에서 심한 피해를 입혔다. 규모 7.2의 지진은 메히칼리 근처 미국-멕시코 국경 남쪽 40 마일 (64 km) 지점에 중심을 두었다. 비상사태가 선포되었고, 관계자들은 폴린과 헤버 애비뉴 사이의 1번가와 2번가를 봉쇄했다. 유리와 파편이 캘렉시코 시내 거리를 뒤덮었고, 건물 두 채가 부분적으로 붕괴되었다. 캘렉시코 수처리 시설은 심각한 피해를 입었다.

## 지리

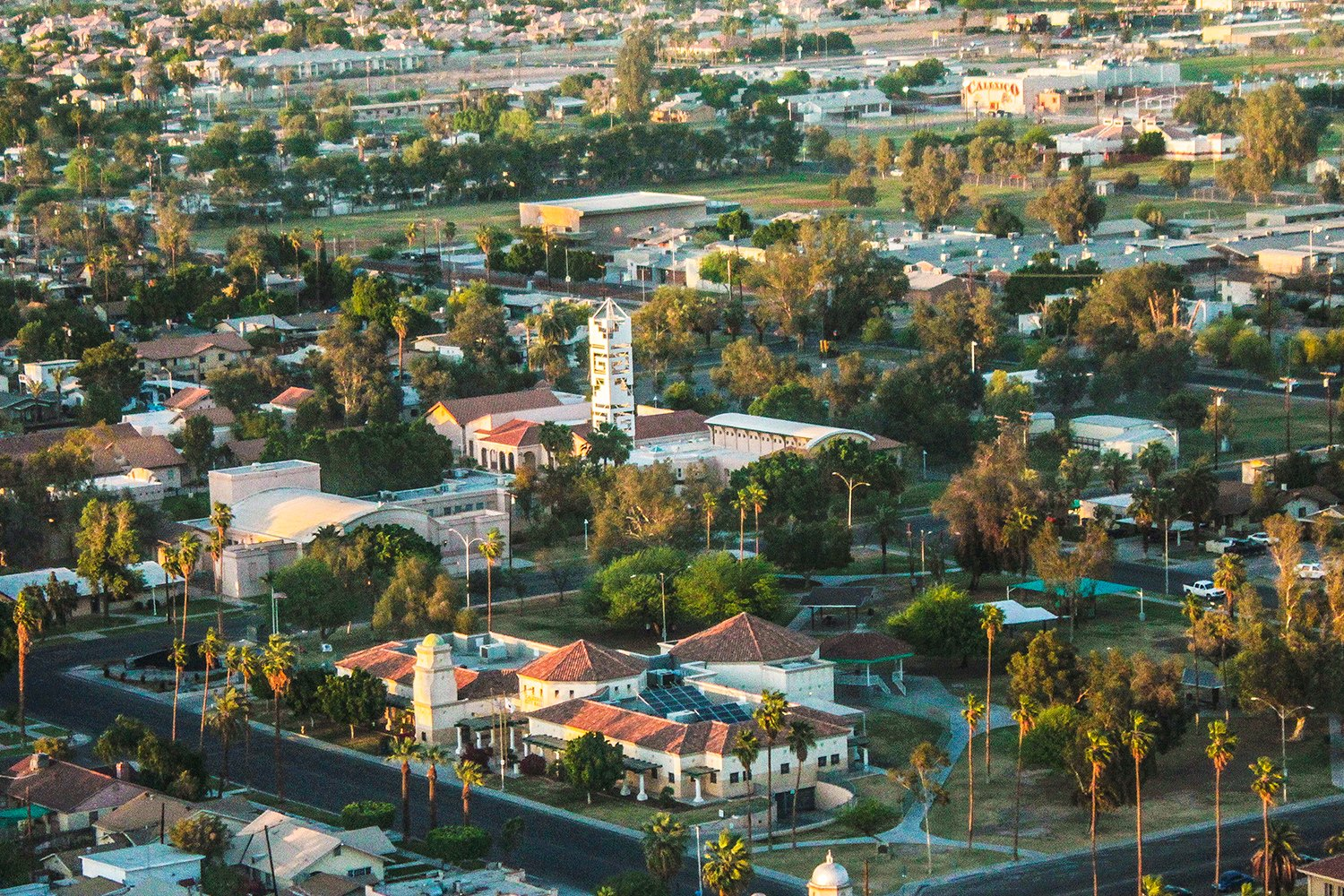
캘렉시코 시청과 SDSU-임페리얼 밸리 캠퍼스 항공 사진

미국 인구조사국에 따르면, 2020년 인구 조사 기준으로 이 도시의 총 면적은 8.6 제곱마일 (22 km2)이며, 모두 육지이다.
캘렉시코는 로스앤젤레스에서 남동쪽으로 230 마일 (370 km), 샌디에고에서 동쪽으로 125 마일 (201 km), 피닉스에서 서쪽으로 260 마일 (420 km) 떨어져 있으며, 바하칼리포르니아 멕시코의 메히칼리와 인접해 있다. 캘렉시코의 위치는 이 모든 교통 허브와 롱비치 및 바하칼리포르니아 엔세나다 항구까지 편리한 야간 트럭 운송 접근성을 제공한다. 캘렉시코는 주도 98호선, 7호선, 111호선을 통해 연결되며, 주간고속도로 제8호선 (북쪽으로 5마일) 및 주도 제86호선과 직접 연결된다. 캘렉시코로 주내 및 주간 트럭 서비스를 제공하는 18개의 정기 및 부정기 공통 운송업체가 있다.
철도 서비스는 유니언 퍼시픽 철도에서 제공하며, 포틀랜드, 록아일랜드, 투컴캐리, 세인트루이스, 뉴올리언스로 가는 본선과 연결된다. 시 경계 내에는 캘렉시코 국제공항이 있으며, 멕시코에서 미국으로 들어오는 개인 여객기 및 항공 화물 비행기의 미국 세관 국경 보호 검문소가 있다. 개인 전세 서비스도 이용할 수 있다. 일반 항공 시설과 샌디에고 국제공항, 버뱅크의 밥 호프 공항 및 기타 지점으로 가는 정기 여객 및 항공 화물 서비스는 북쪽으로 17 마일 (27 km) 떨어진 임페리얼군 공항 (볼리 비행장)에서 이용할 수 있다.

### 기후
캘렉시코는 쾨펜의 기후 구분에 따라 아열대 고온 사막 기후(BWh)를 가지고 있다. 1932년 12월, 이 도시에는 드물게 눈이 내렸다. 강우는 보통 12월, 1월, 2월의 겨울철에 발생한다. 여름은 캘렉시코에서 극도로 건조하지만, 가끔 뇌우가 발생하기도 한다. 2008년 7월과 8월에는 여러 차례의 폭우와 우박을 동반한 폭풍우가 있었다. 도시의 여름 강우는 드물다. 겨울철에는 캘렉시코가 때때로 겨울 비의 영향을 받는다. 캘렉시코의 여름 기온은 매우 높으며, 대부분의 날에 100 °F (38 °C) 이상을 기록한다. 그러나 캘렉시코에서 나타나는 뜨거운 사막 기후는 예를 들어 바그다드와 같은 유사한 위도의 도시에서 실제로 드문 일이 아니다. 이 지역은 안정된 하강 기류와 고기압으로 인해 연중 내내 많은 햇빛을 받는다.
| Calexico, California의 기후 | Calexico, California의 기후 | Calexico, California의 기후 | Calexico, California의 기후 | Calexico, California의 기후 | Calexico, California의 기후 | Calexico, California의 기후 | Calexico, California의 기후 | Calexico, California의 기후 | Calexico, California의 기후 | Calexico, California의 기후 | Calexico, California의 기후 | Calexico, California의 기후 | Calexico, California의 기후 |
| 월                          | 1월                         | 2월                         | 3월                         | 4월                         | 5월                         | 6월                         | 7월                         | 8월                         | 9월                         | 10월                        | 11월                        | 12월                        | 연간                        |
| --------------------------- | --------------------------- | --------------------------- | --------------------------- | --------------------------- | --------------------------- | --------------------------- | --------------------------- | --------------------------- | --------------------------- | --------------------------- | --------------------------- | --------------------------- | --------------------------- |
| 역대 최고 기온 °F (°C)      | 90 (32)                     | 93 (34)                     | 101 (38)                    | 109 (43)                    | 116 (47)                    | 121 (49)                    | 122 (50)                    | 120 (49)                    | 120 (49)                    | 112 (44)                    | 98 (37)                     | 95 (35)                     | 122 (50)                    |
| 일평균 최고 기온 °F (°C)    | 70 (21)                     | 75 (24)                     | 79 (26)                     | 86 (30)                     | 94 (34)                     | 103 (39)                    | 107 (42)                    | 106 (41)                    | 101 (38)                    | 91 (33)                     | 78 (26)                     | 70 (21)                     | 88 (31)                     |
| 일평균 최저 기온 °F (°C)    | 41 (5)                      | 45 (7)                      | 49 (9)                      | 54 (12)                     | 61 (16)                     | 68 (20)                     | 76 (24)                     | 77 (25)                     | 71 (22)                     | 59 (15)                     | 47 (8)                      | 41 (5)                      | 57 (14)                     |
| 역대 최저 기온 °F (°C)      | 18 (−8)                     | 24 (−4)                     | 29 (−2)                     | 34 (1)                      | 36 (2)                      | 47 (8)                      | 52 (11)                     | 54 (12)                     | 48 (9)                      | 33 (1)                      | 24 (−4)                     | 22 (−6)                     | 18 (−8)                     |
| 평균 강수량 인치 (mm)       | 0.51 (13)                   | 0.36 (9.1)                  | 0.31 (7.9)                  | 0.05 (1.3)                  | 0.03 (0.76)                 | 0.01 (0.25)                 | 0.06 (1.5)                  | 0.32 (8.1)                  | 0.36 (9.1)                  | 0.35 (8.9)                  | 0.17 (4.3)                  | 0.43 (11)                   | 2.96 (75.21)                |
| 출처:                       |                             |                             |                             |                             |                             |                             |                             |                             |                             |                             |                             |                             |                             |

## 인구 통계
| 인구조사           | 인구   | Note | %±     |
| ------------------ | ------ | ---- | ------ |
| 1910년             | 797    |      | —      |
| 1920년             | 6,223  |      | 680.8% |
| 1930년             | 6,299  |      | 1.2%   |
| 1940년             | 5,415  |      | −14.0% |
| 1950년             | 6,433  |      | 18.8%  |
| 1960년             | 7,992  |      | 24.2%  |
| 1970년             | 10,625 |      | 32.9%  |
| 1980년             | 14,412 |      | 35.6%  |
| 1990년             | 18,633 |      | 29.3%  |
| 2000년             | 27,109 |      | 45.5%  |
| 2010년             | 38,572 |      | 42.3%  |
| 2020년             | 38,633 |      | 0.2%   |
| 미국 십년 인구조사 |        |      |        |

### 2020년 인구 조사
2020년 미국 인구 조사에 따르면 캘렉시코의 인구는 38,633명이었다. 인구 밀도는 4,482.3 명 매 제곱마일 (1,730.6/km2)이었다. 캘렉시코의 인종 구성은 백인 19.7%, 아프리카계 미국인 0.2%, 원주민 1.3%, 아시아인 1.1%, 태평양 섬 주민 0.0%, 기타 인종 45.4%, 두 개 이상의 인종 32.2%였다. 어떤 인종이든 히스패닉 또는 라틴계는 전체 인구의 97.2%를 차지했다.
인구 조사는 인구의 99.7%가 가구에 살고, 0.3%가 비기관화된 그룹 거주지에 살고, 아무도 기관화되지 않았다고 보고했다.
10,468개의 가구 중 47.2%가 18세 미만 자녀를 포함하고, 52.9%가 기혼 부부 가구, 3.7%가 동거 부부 가구, 31.7%가 배우자 없는 여성 가구주, 11.7%가 배우자 없는 남성 가구주였다. 가구의 13.7%가 1인 가구였고, 8.6%가 65세 이상 1인 가구였다. 평균 가구 규모는 3.68명이었다. 8,738개의 가족 (전체 가구의 83.5%)이 있었다.
연령 분포는 18세 미만이 25.7%, 18세에서 24세가 10.3%, 25세에서 44세가 23.3%, 45세에서 64세가 24.7%, 65세 이상이 15.9%였다. 중간 연령은 36.2세였다. 여성 100명당 남성은 87.5명이었다.
10,815개의 주택 단위가 있었으며 평균 밀도는 1,254.8 units 매 제곱마일 (0.0004845 units/km2)였고, 이 중 10,468개(96.8%)가 점유되었다. 이 중 50.9%가 자가 거주였고, 49.1%가 임차인이 점유했다.
2023년, 미국 인구 조사국은 가구 중간 소득이 50,021달러이고 1인당 소득이 20,185달러라고 추정했다. 약 17.7%의 가족과 21.0%의 인구가 빈곤선 아래에 있었다.

## 정부
캘렉시코시는 시의회/시 관리자 형태의 정부를 운영한다. 시의회는 5명의 의원으로 구성되며, 중복되는 4년 임기로 선출된다. 시장과 임시 시장은 5명의 시의원 중에서 선출되며 매년 교체된다. 시장은 시의회 회의를 주재하며, 시의 모든 공식 정책과 법률이 제정된다. 캘렉시코 시의회 의원들은 정책을 수립하고, 캘렉시코의 현재와 미래의 필요를 연구하는 위원회를 임명한다. 캘렉시코시의 다른 두 명의 선출직 공무원은 시 서기와 시 재무관이다. 이들은 각각 유권자들에 의해 직접 선출되며 4년 임기로 봉사한다. 임페리얼군 상급 법원 시스템의 캘렉시코 지부는 1992년 12월 19일 토요일에 공식적으로 레가스피 가족 구성원인 헨리, 빅터, 루이스 레가스피를 기리기 위해 레가스피 시법원 단지로 개명되었다.

### 정치
주 의회에서 캘렉시코는 틀:Representative에 속하며, 틀:Representative에 속한다. 연방적으로 캘렉시코는 틀:Representative에 속한다. 현재 시장은 글로리아 로모이다. 임시 시장은 길베르토 만자나레스이며, 다른 시의원은 하비에르 모레노, 라울 우레나, 카밀로 가르시아이다.
| 연도 | 민주당        | 공화당       | 제3정당   |
| ---- | ------------- | ------------ | --------- |
| 2020 | 71.51% 9,270  | 26.17% 3,392 | 2.31% 300 |
| 2016 | 86.30% 10,226 | 9.78% 1,159  | 3.92% 465 |
| 2012 | 85.73% 7,150  | 13.03% 1,087 | 1.24% 103 |
| 2008 | 82.68% 6,689  | 15.75% 1,274 | 1.57% 127 |
| 2004 | 73.38% 3,471  | 25.16% 1,190 | 1.46% 69  |
| 2000 | 75.25% 3,557  | 21.94% 1,037 | 2.81% 133 |
| 1996 | 84.91% 2,780  | 11.91% 390   | 3.18% 104 |
| 1992 | 62.82% 1,803  | 28.36% 814   | 8.82% 253 |
| 1988 | 71.54% 1,629  | 27.93% 636   | 0.53% 12  |
| 1984 | 60.53% 1,161  | 38.32% 735   | 1.15% 22  |
| 1980 | 64.26% 1,208  | 27.71% 521   | 8.03% 151 |
| 1976 | 66.75% 1,267  | 30.98% 588   | 2.27% 43  |
| 1972 | 57.45% 1,126  | 40.36% 791   | 2.19% 43  |
| 1968 | 56.04% 947    | 39.35% 665   | 4.62% 78  |
| 1964 | 67.35% 1,215  | 32.65% 589   |           |

최근 몇 년 동안 캘렉시코는 대통령 선거에서 민주당 후보를 압도적으로 지지했다. 지난 9번의 대통령 선거 중 8번에서 민주당 후보는 70% 이상의 득표율을 기록했다.

## 교육

### 단과대학 및 종합대학

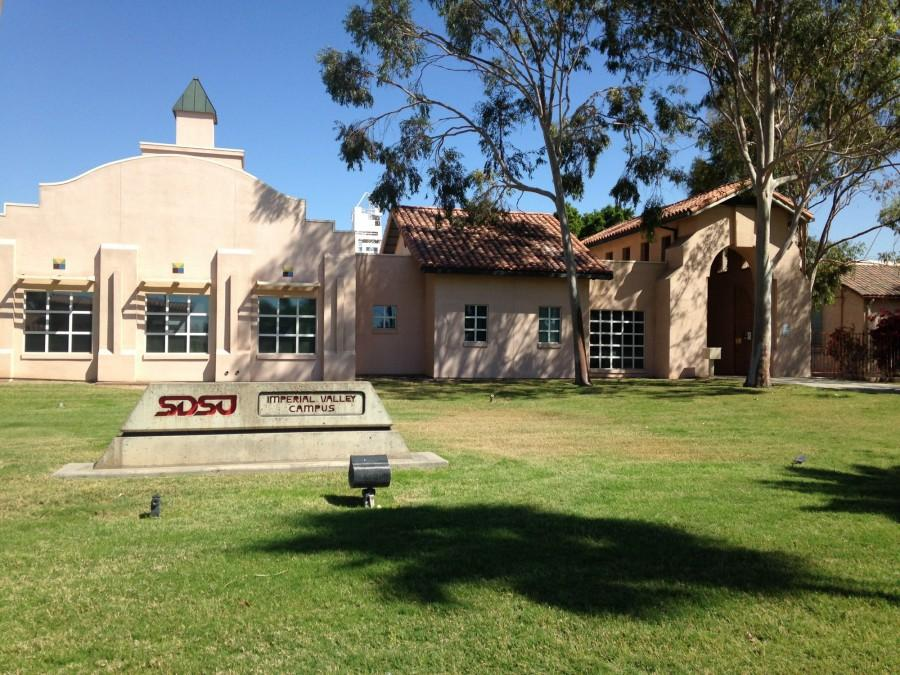
샌디에고 주립대학교 임페리얼 밸리 캠퍼스, 캘렉시코에 위치

고등 교육은 샌디에고 주립 대학교의 임페리얼 밸리 캠퍼스와 임페리얼 밸리 칼리지 (북쪽으로 11 마일 (18 km))에서 받을 수 있다. 또한, 잠재적 고용주의 특정 요구에 맞춰 조정될 수 있는 직업 훈련을 제공하는 20개 이상의 지역 기관 및 프로그램이 있다.

### 공립 학교
캘렉시코 통합 학군은 시 거주자들에게 교육 서비스를 제공한다. 캘렉시코에는 초등학교 7곳, 중학교 2곳, 고등학교 2곳이 있다:

#### 초등학교
K–6학년
- 케네디 가든스 초등학교 – 독수리들의 보금자리
- 앨런 앤 헬렌 메인즈 초등학교 – 트로이 목마들의 보금자리
- 록우드 초등학교 – 로켓들의 보금자리
- 블랑쉬 찰스 초등학교 – 돌고래들의 보금자리
- 제퍼슨 초등학교 – 호랑이들의 보금자리
- 둘 초등학교 – 퓨마들의 보금자리
- 세자르 차베스 초등학교 – 늑대들의 보금자리

#### 중학교

##### 7–8학년
- 윌리엄 모레노 중학교 – 아즈텍족의 보금자리
- 엔리크 카마레나 중학교 – 불새들의 보금자리

#### 고등학교
9–12학년
- 캘렉시코 고등학교 9학년 캠퍼스 - 불독들의 보금자리
- 캘렉시코 고등학교 – 불독들의 보금자리 (10-12학년)
- 오로라 고등학교 – 독수리들의 보금자리

### 공립 차터 스쿨 (독립 연구)
RAI 온라인 차터 스쿨—raicharter.net (K–12, 무료)

#### 성인 교육 학교
- 로버트 F. 모랄레스 성인 교육 센터
- 독립 연구 사무소

### 사립 학교
제칠일안식일예수재림교회 남동부 캘리포니아 연회가 리버사이드에서 운영하는 캘렉시코 미션 스쿨은 유치원부터 12학년까지의 사립 종교 교육을 캘렉시코에서 제공한다.
샌디에고 로마 가톨릭 교구가 운영하는 성모 마리아 아카데미(꿀벌들의 보금자리)와 빈센트 메모리얼 가톨릭 고등학교(스코틀랜드인의 보금자리)도 캘렉시코에 있다.

## 사회 기반 시설

### 교통
캘렉시코는 개인 소유의 캘렉시코 트랜싯, LA 셔틀, 누메로 우노 셔틀과 공공 소유의 임페리얼 밸리 트랜싯이 지역 대중교통을 제공한다. 캘렉시코는 또한 그레이하운드 노선이 운행한다.
화물 철도 서비스는 유니언 퍼시픽 철도의 캘렉시코 지선에서 제공한다.

### 공공시설
캘렉시코의 공공 사업부는 도시의 상하수도 서비스를 운영한다.

## 공동체
캘렉시코는 일반적으로 다른 군의 도시들과 마찬가지로 더 큰 임페리얼 밸리 지역의 일부로 여겨지며, 이 지역에는 엘센트로 광역권이 포함된다.
주요 장소
- 호텔 데 안자 (역사가 깊고 유명인사와 공인들이 머물렀던 호텔)
- 캘렉시코 카네기 도서관 (1918년에 지어져 2005년에 미국 국립사적지에 등재된 카네기 도서관)
- 미국 검사소 – 캘렉시코 (20세기 초 원래 입국항으로 사용되었으나 폐쇄되어 1992년에 미국 국립사적지에 등재됨)
- 캠프 살베이션 (1849년 리유트. 케이브에 의해 캘리포니아 골드러시 동안 남부 이주자 트레일에서 오는 이주민들을 위해 설립된 난민 캠프 – 1965년에 캘리포니아 역사적 랜드마크 유적으로 등록됨.)
- 캠프 존 H. 비컴 – 제1차 세계 대전 중 캘렉시코에 주둔하며 순찰 임무를 수행했던 존 H. 비컴 대령(6 보병대)의 이름을 딴 준영구 캠프. 기병대 일지에 따르면 이 장소는 1920년에 버려졌다.[37]
- 캠프 캘렉시코는 1914년 W. G. 슈라이브 대령과 그의 보병대가 순찰 임무에 사용했던 또 다른 초소였다[38]
- 마운트 시그널 솔라 (세계에서 가장 큰 PV 태양광 발전소 중 하나)

레드 리본 주간

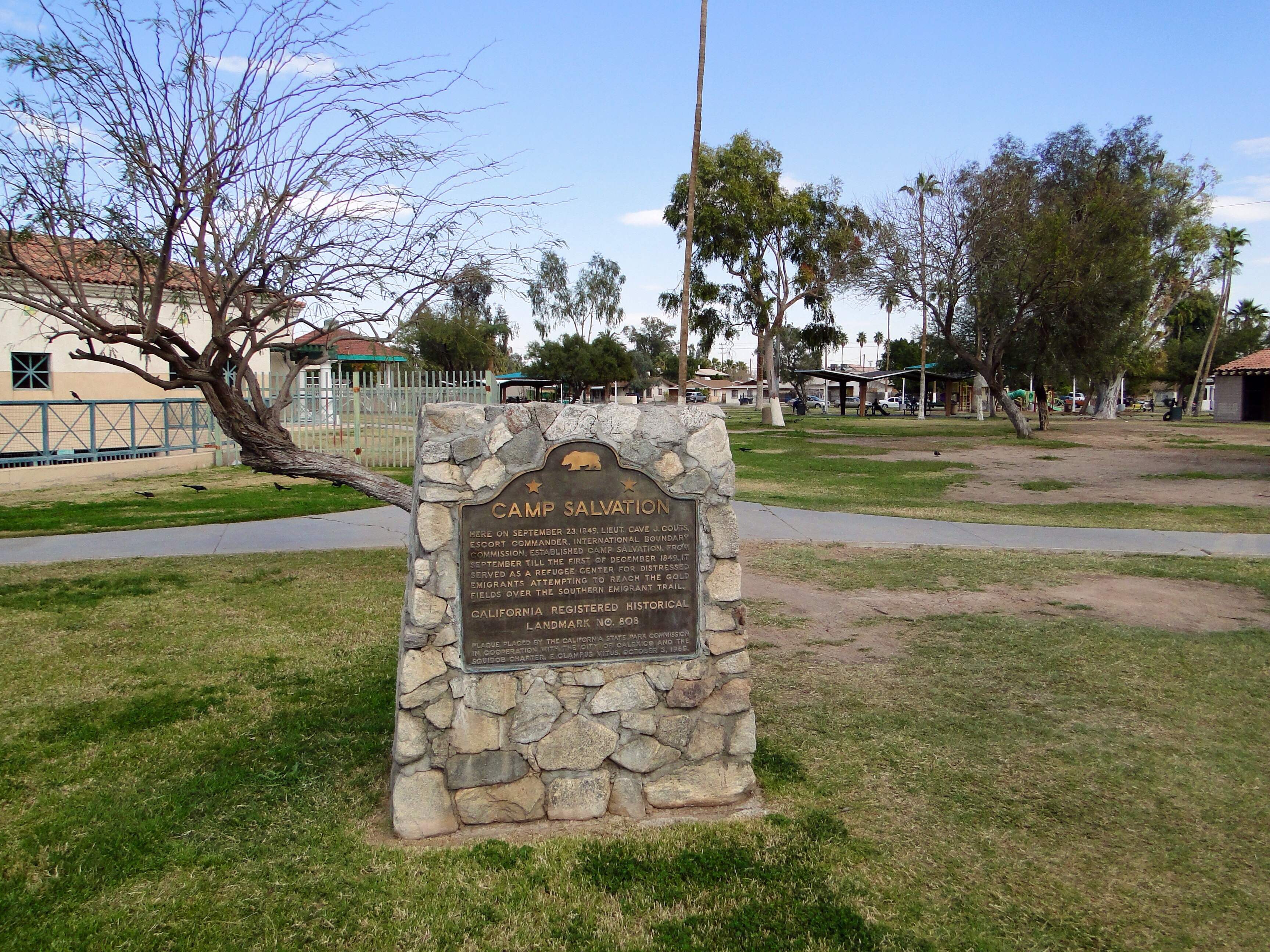
캠프 살베이션, 캘렉시코

약물 및 폭력 예방(특히 학교에서)에 대한 인식을 확산하기 위한 국가적 행사 레드 리본 주간은 1980년대 중후반 마약단속국 요원 키키 카마레나를 기리기 위해 캘렉시코시에서 시작되었다. 레드 리본 주간 캠페인은 낸시 레이건에 의해 추진되었다.

## 자매 도시
- 틀:나라자료 Mexico 메히칼리, 멕시코 (2017년 4월 28일부터)[39]

## 미디어
이 도시의 미디어에는 국영 공영 텔레비전 방송국, 카운티 전역의 라디오 방송국(일부는 전국 또는 캘리포니아 주 전체 프로그램을 특징으로 함), 임페리얼 밸리 프레스와 같은 카운티 전역의 인쇄물 출판물 및 몇몇 지역에서 운영하는 일반 관심 출판물이 포함된다.

## 유명 인물
- 아이작 아쿠냐 (1989년생) – 축구 선수
- 빌 바인더 (1915–2010) – 식당 경영자, 사업가, 필립스 소유주
- 키키 카마레나 (1947–1985) – 마약단속국 요원[40]
- 엔리크 카스틸로 (1949년생) – 배우, 작가, 감독, 프로듀서[41]
- 제프 크라바트 (1903–1953) – 칼리지 풋볼 선수 겸 코치
- 마리아노-플로렌티노 쿠엘라르 (1972년생) – 캘리포니아주 대법원 대법관 겸 카네기 국제평화재단 회장
- 에밀리오 델가도 (1940–2022) – 배우[42]
- 밥 허프 (1953년생) – 캘리포니아주 상원 의원[43]
- 윌리엄 케슬링 (1899–1983) – 건축가
- 기지마 다카시 (1920–2011) – 사진가
- 헨리 로자노 (1948년생) – 조지 W. 부시 부보좌관 겸 USA 자유군단 단장
- 댄 나바로 (1952년생) – 가수, 기타리스트, 성우[44]
- 루벤 니블라 (1971년생) – 메이저 리그 베이스볼 (MLB) 선수 겸 코치[45]
- 앨런 스트레인지 (1943–2008) – 작곡가 겸 작가
- 대니 비야누에바 (1937–2015) – 내셔널 풋볼 리그 (NFL) 선수, 유니비전 공동 설립자, 메이저 리그 사커 클럽 LA 갤럭시 단장[46]
- 프리모 비야누에바 (1931년생) – 캐나디안 풋볼 리그 선수
- 에우헤니오 E. 발터 (1940–2023) – 바하칼리포르니아주 주지사[47]
- 밥 윌슨 (1916–1999) – 캘리포니아주 미국 하원 의원[48]

## 같이 보기
- 임페리얼군
- 임페리얼 밸리
- 캘렉시코-메히칼리